# St.-Trinitatis-Kirche (Stettin-Lastadie)
Die St.-Trinitatis-Kirche (polnisch Kościół Świętej Trójcy) auf der Oderinsel Łasztownia (Lastadie) in Stettin ist ein Bauwerk aus dem 19. Jahrhundert im neugotischen Stil, das heute Gotteshaus der Evangelisch-Augsburgischen Kirche in Polen ist und bis 1960 St.-Gertrud-Kirche (polnisch: Kościół Świętej Gertrudy) hieß. Die gleichnamige Kirche in Stettin-Krzekowo (Kreckow) gehört der polnischen römisch-katholischen Kirche.

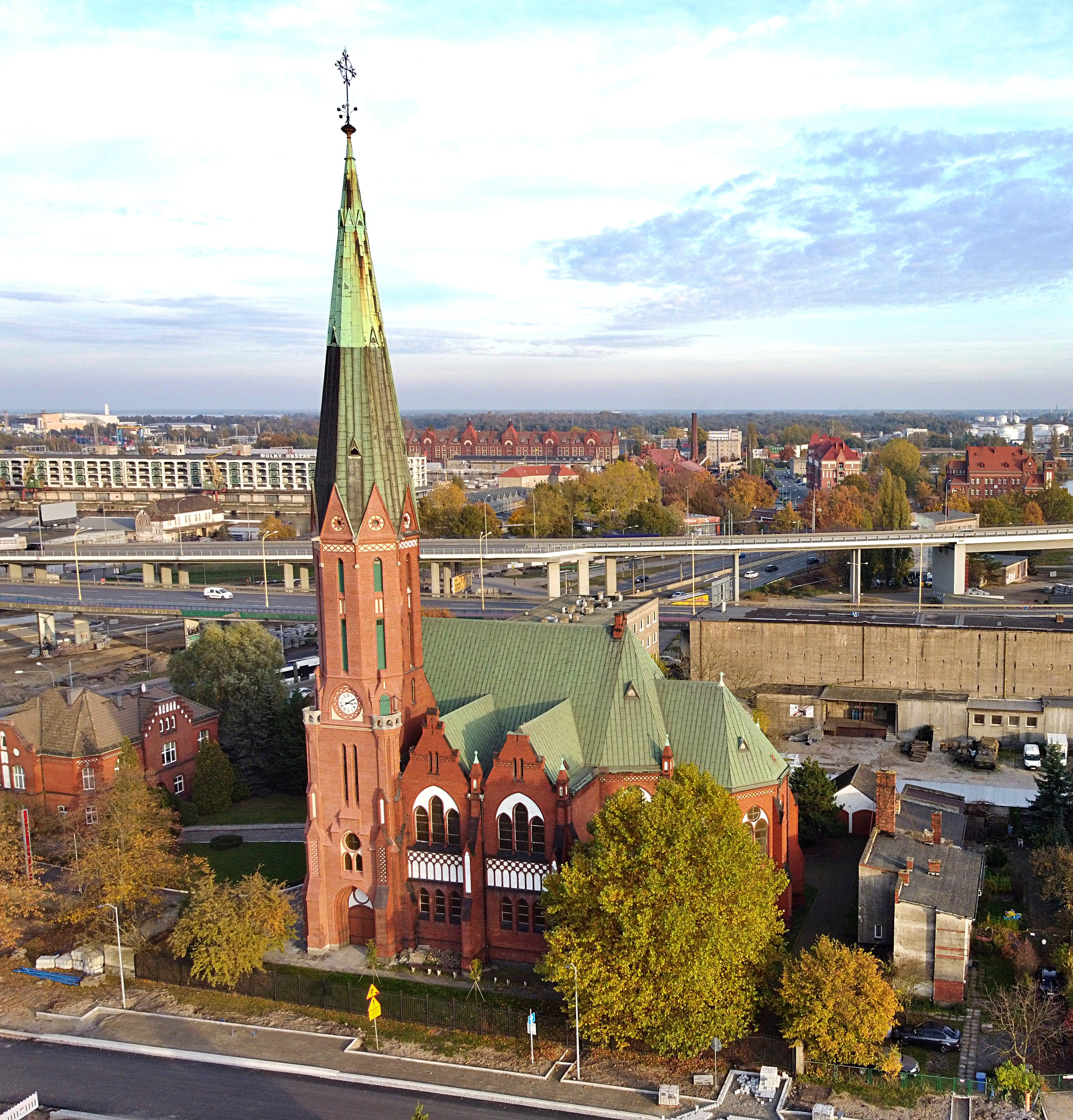
St.-Trinitatis-Kirche in Stettin-Lastadie

## Geographische Lage
Die Trinitatiskirche auf der Lastadie liegt im Südosten des Innenstadtbezirks (Śródmieście) von Stettin an der ul. Energetyków (bis 1945 Große Lastadie), die als polnische Landesstraße 10 (ehemalige deutsche Reichsstraße 104) zwischen der deutsch-polnischen Grenze bei Lubieszyn (Neu Linken) über Stargard (Stargard in Pommern) und Piła (Schneidemühl) bis nach Płońsk (Plöhnen) verläuft und in die nahe der Kirche die Woiwodschaftsstraße 115 von Nowe Warpno (Neuwarp) und Tanowo (Falkenwalde) einmündet. Bis zum Stettiner Hauptbahnhof (Szczecin-Głowny) sind es drei Kilometer.

## Kirchengebäude

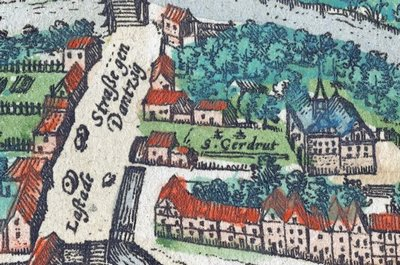
Lage der vormaligen St.-Gertrud-Kirche

### Baubeschreibung
Die bis 1960 noch St.-Gertrud-Kirche benannte heutige St.-Trinitatis-Kirche entstand in den Jahren 1894–1896 nach den Plänen des Stettiner Stadtarchitekten Wilhelm Meyer-Schwartau. Es handelt sich um ein kreuzförmiges und aus dunklen Backsteinen errichtetes Gebäude mit einem oktogonalen Turm mit langgezogener spitzer Haube.
Im Innern der Kirche befindet sich eine einetagige Seitenempore sowie – gegenüber dem Altar – eine Orgelempore. An der Kirchenwand sind fünf Grabplatten eingemauert, die aus dem 17. und 18. Jahrhundert stammen.
Auf dem Altar befindet sich ein Bild „Christus im Garten“ (Garten Gethsemane) von H. Ostachiewicz. Der in spätromanischem Stil gehaltene Taufstein stammt aus der Kapelle des früheren Evangelischen Bethanienkrankenhauses an der Alleestraße (heute ul. Ks. P. Wawrzyniaka) in Stettin-Turzyn (Torney). Die Orgel wurde 1917 aus einer aufgegebenen Kapelle im schlesischen Hermsdorf (Sobięcin) bei Waldenburg (Wałbrzych) geholt. Sie ist ein Werk der Schweidnitzer Orgelbaufirma Schlag & Söhne.

### Baugeschichte
Die St.-Gertrud-Kirche und jetzige St.-Trinitatis-Kirche wurde am 17. Dezember 1896 eingeweiht. Sie wurde auf den fast 600 Jahre alten Fundamenten der Vorgängerkirche errichtet, die aus dem Jahre 1308 stammte. Im Zuge der Reformation in Pommern wurde die Kirche ein lutherisches Gotteshaus. Bereits in vorreformatorischer Zeit und mehr noch in den Folgejahren erlebte die alte St.-Gertrud-Kirche mehrfache bauliche Veränderungen. In der Zeit der Zugehörigkeit Stettins zu Schweden wurde die Kirche in barockem Stil umgebaut. Zu Beginn des 18. Jahrhunderts erfuhr sie Ausbesserungen aufgrund kriegsbedingter Zerstörungen. Im Jahre 1752 bekam sie eine Orgel, die der Wagner-Schüler Peter Migendt gebaut hatte.
Während der Napoleonischen Besatzung musste das Gotteshaus als Rinderstall herhalten. Im Jahre 1887 schließlich beschloss man aufgrund des desolaten Bauzustandes den Abriss. Die Gemeinde wich bis zum Bau der neuen Kirche in die St.-Johannis-Kirche am westlichen Oderufer aus.
Die Einweihung der neuen St.-Gertrud-Kirche am 17. Dezember 1896 nahm der Pommern-Stettinische Generalsuperintendent Heinrich Poetter zusammen mit den Gemeindepfarrern Müller und Silex vor. Bis 1945 war sie dann das Gotteshaus der evangelischen Kirchengemeinde auf der Lastadie.
Nach 1945 wechselten die Eigentümer: die Stadtpfarrei der römisch-katholischen Kirche in Polen (1945), die Polnische Nationale Katholische Kirche (Polski Narodowy Kościół Katolicki) (1946) und die polnische Evangelisch-methodistische Kirche (1948). Der Initiative des deutschen evangelischen Kirchenmitgliedes Paul Gurgel ist es zu verdanken, dass die Kirche für die noch etwa 500 evangelischen Deutschen zur Verfügung gestellt wurde.
Im Jahre 1959 schließlich wurde sie Eigentum der Evangelisch-Augsburgische Kirche in Polen und erhielt – in protestantischer Abwehr des Namens der „katholischen“ Heiligen St. Gertrud – am 16. Oktober 1960 den Namen „St.-Trinitatis-Kirche“ (Kościół Świętej Trójcy).
Eine alte pommersche Volkssage, die Jodocus Donatus Hubertus Temme überliefert, weiß eine andere Bedeutung der Namensgebung der früheren St.-Gertrud-Kirche: Dort hatte ein armes Hirtenmädchen auf dem Wege nach Damm (Altdamm, heute polnisch: Dąbie) einen großen Schatz gefunden. Aus Dankbarkeit gegenüber Gott, der ihr das Glück beschert hatte, ließ sie eine Kirche bauen. Das Mädchen hatte den Namen Gertrude, und so wurde auch die Kirche nach ihm benannt. Noch im 19. Jahrhundert soll in der Kirche das Bild eines Hirtenmädchens gehangen haben, das die Erbauerin zeigt.

## Kirchengemeinde

### Geschichte
Mehr als zwei Jahrhunderte war die Pfarrei der St.-Gertrud-Kirche Teil des Bistums Cammin in vorreformatorischer Zeit. Mit Einführung der Reformation in Pommern 1535 – in Stettin besonders geprägt durch die Initiative von Paul vom Rode, dem späteren ersten Generalsuperintendenten von Pommern-Stettin – nahm die Gemeinde das lutherische Bekenntnis an. Bis in das beginnende 19. Jahrhundert war lediglich ein Pfarrer – z. T. mit Hilfsprediger – tätig, danach waren hier bis 1945 zwei Pfarrstellen vorhanden.
Im Jahre 1945 zählte die Kirchengemeinde auf der Lastadie 10.477 Gemeindeglieder. Sie war dem Kirchenkreis Stettin-Stadt im Westsprengel der Kirchenprovinz Pommern der Kirche der Altpreußischen Union eingegliedert. Aufgrund von Flucht und Vertreibung sank die Zahl der deutschen evangelischen Kirchenglieder in Stettin nach 1945 auf weniger als 500. Die alten Kirchenbücher, die von 1945 bis in das Jahr 1603 zurückgehen, werden heute im Evangelischen Zentralarchiv in Berlin-Kreuzberg aufbewahrt.
Die St.-Trinitatis-Kirche ist heute die Stettiner Pfarrkirche in der Diözese Breslau der Evangelisch-Augsburgischen Kirche in Polen. Zur Kirche gehört ein Pfarrhaus, das ebenfalls aus dem 19. Jahrhundert stammt, und ein in den 1990er-Jahren erbautes Gemeindezentrum, das den Namen von Dietrich Bonhoeffer trägt, eingedenk der Tatsache, dass dieser Theologe von 1935 bis zum Verbot durch die Nazis 1937 Leiter des Predigerseminars der Bekennenden Kirche im nahegelegenen Finkenwalde (Szczecin-Zdroje) war.
Seit 1945 gibt es die Stelle für einen Geistlichen in der Gemeinde. Zu seinem weitflächigen Kirchensprengel, der fast die Hälfte des Gebiets der Woiwodschaft Westpommern ausmacht, gehören auch die beiden Filialgemeinden in Trzebiatów (Treptow a.d. Rega) – hier ist die St.-Johannes-Kirche, die frühere Kirche der Altlutheraner, der Gottesdienstort – und Kłodzino (Kloxin bei Pyritz) mit der Friedhofskapelle als Gotteshaus.

### Pfarrer an St. Gertrud / St. Trinitatis seit 1535
Von den vorreformatorischen Geistlichen sind die Namen Georg Enicke und Bernhard Strohschneider bekannt. 1527 trat Balthasar Cöller sein Amt an und konvertierte dann zur lutherischen Konfession:
| - Balthasar Cöller, 1527–1558 - Joachim Zirckemann, 1559–1593 - Joachim Raphun - Laurentius Schulze, bis 1565 - Laurentius Langkavel, 1593–1637 - Balthasar Cöller, 1637 - Faustin Blenno, 1638–1663 - Otto Großkreutz, 1664–1671 - Christian Amelung, 1672–1696 - Johann Friedrich Wismar, 1697–1706 - David Schumacher, 1708–1722 - Martin Magnus Calbius, 1722–1730 - Johann Friedrich Helwig, 1732–1769 - Johann Jakob Patzigk, bis 1747 - Paul Brandt, 1747–1759 - Heinrich Matthias Zopf, 1761–1762 - Daniel Friedrich Bilter, 1769–1774 - Gotthilf Ludwig Schröder, 1774–1788 - Johann Carl Friedrich Triest, 1788–1810 - Johann Friedrich Schorse, 1810–1828 - Eduard Albert Wilhelm Jonas, 1828–1854 - Karl Friedrich Wilhelm Collier, 1849–1854 - Friedrich Wilhelm Alexander Franz Spohn, 1855–1880 | - Hermann Wilhelm Friedrichs, 1855–1856 - Karl Leopold Alexander Mehring, 1856–1859 - August Friedrich Emil Köhn, 1859–1866 - Johann Karl Heinrich Pfundheller, 1867–1872 - Karl Heinrich Hermann Langner, 1872–1873 - Karl Eduard Alexander Müller, 1873–1875 - Georg Gottfried Leopold Luckow, 1875–1886 - Eugen Gustav Goehrke, 1882–1885 - Otto Emil Eduard Sievert, 1886–1889 - August Wilhelm Wellmer, 1888–1893 - Gustav Stephani, 1891–1893 - Theodor Heinrich Silex, 1894–1899 - Adolf Hermann Eugen August Müller, 1894–? - Felix Louis Fritz Kopp, 1900–? - Kurt Masch, 1923–1927 - Julius Scheringer, 1923–1945 - Joachim Hoeppener, 1928–1944 - Karol Świtalski, 1946–? - Jerzy Otello - Gustaw Meyer, ca. 1948–1982 - Piotr Gaś, 1983–2009 - Sławomir Sikora, seit 2009 |